# Nem chua
Pour les articles homonymes, voir Nem et Chua.

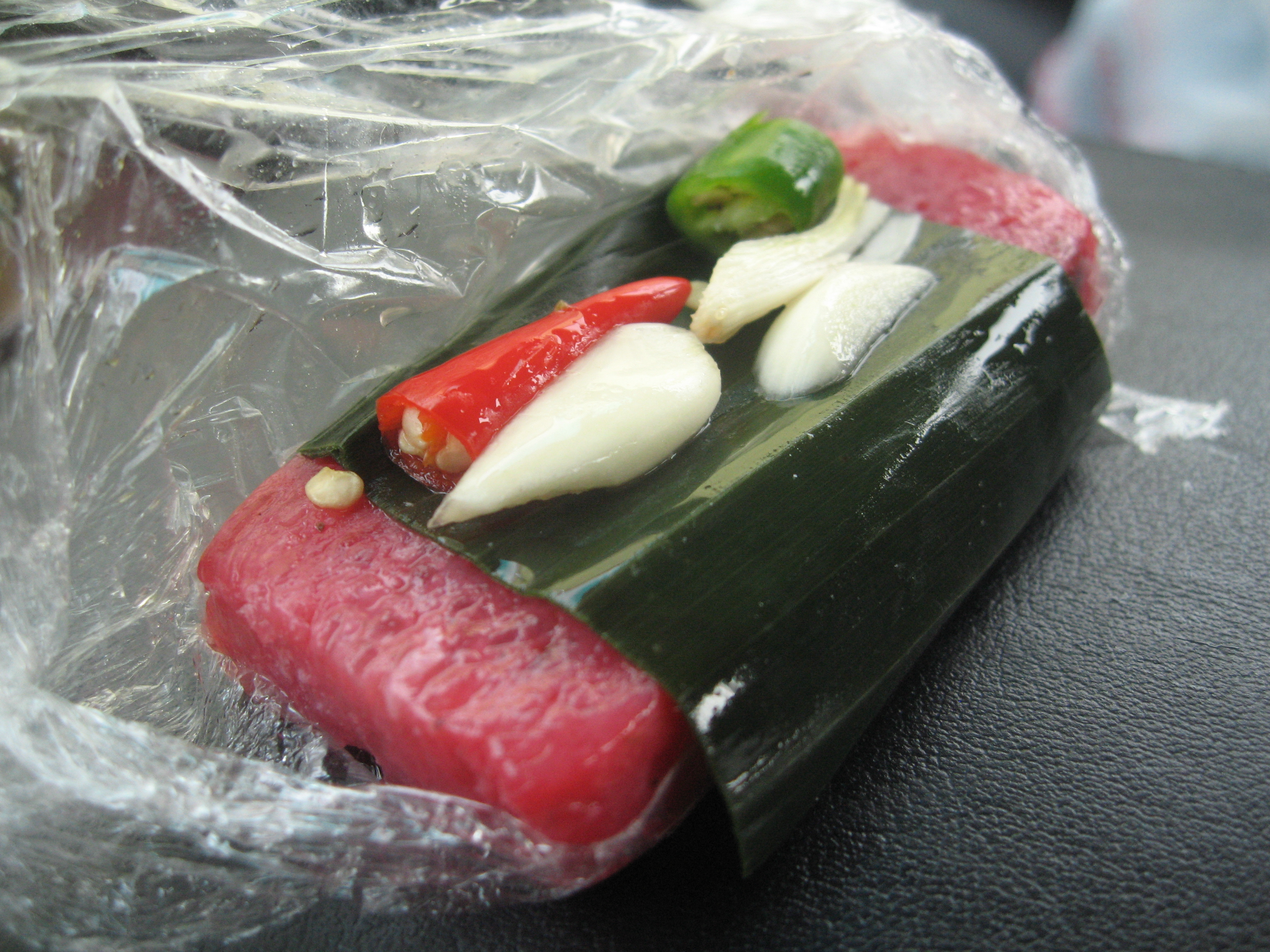
Le nem chua est une saucisse de porc ou de bœuf fermentée sucrée, aigre, salée et épicée, généralement servie avec une fine tranche d'ail, de piment oiseau et de coriandre.

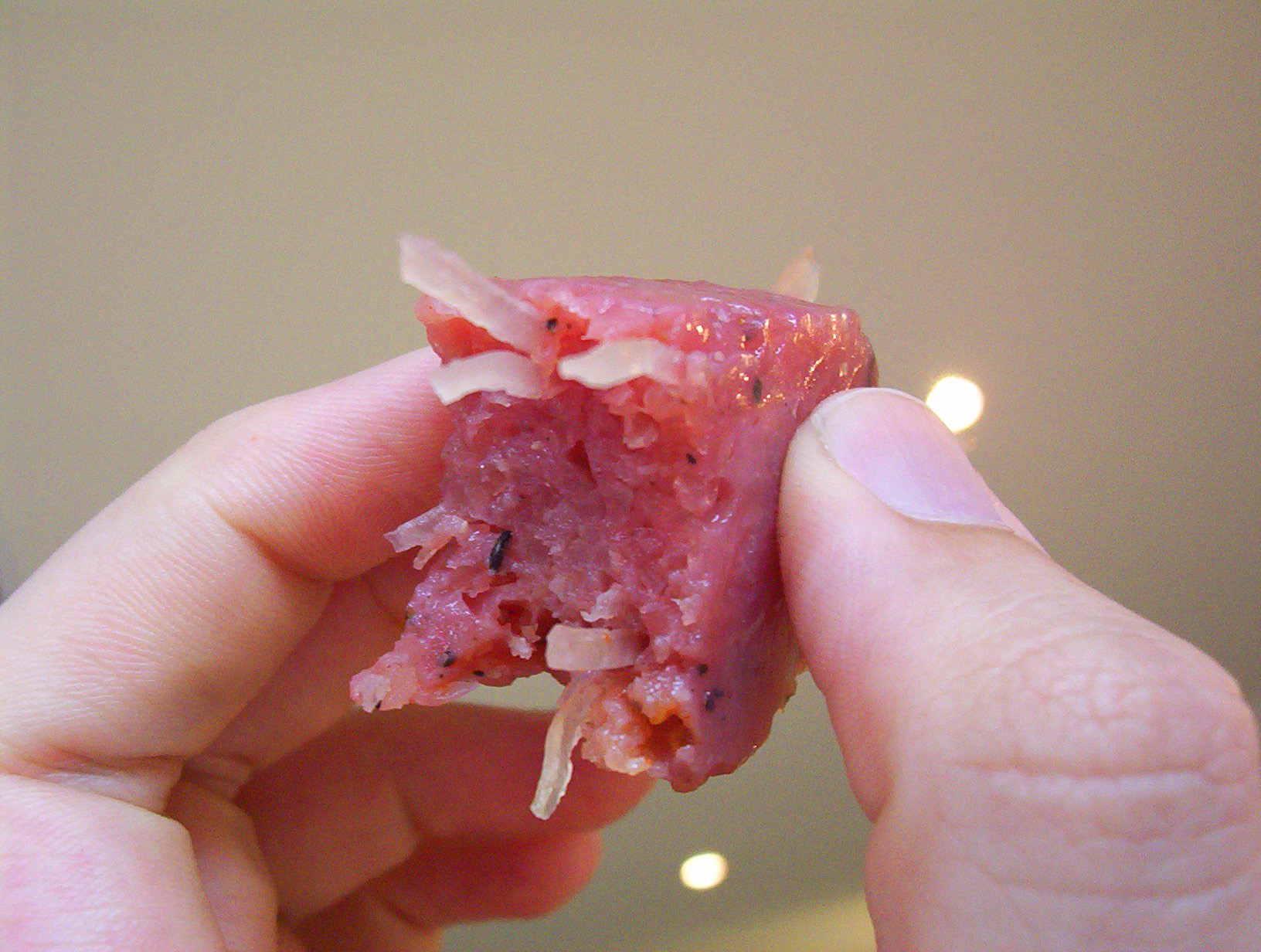
Aspect d'une bouchée de nem chua.

Le nem chua est une préparation de porc fermenté de la cuisine vietnamienne. Il est principalement composé d'un mélange de viande de porc maigre et de fines lanières de couenne cuite, agrémentés d'ail et de piment. Il peut prendre la forme de bouchées emballées individuellement dans une feuille d'aluminium et de papier, ou d'une sorte de cervelas sous plastique scellé. Il a un goût aigre-doux caractéristique des fermentations lactiques, une belle couleur rose et une texture ferme et élastique.
Au Viêt Nam, il se consomme généralement cru, mais les règles sanitaires européennes font qu'on y recommande de cuire les produits vendus.[réf. nécessaire]. Il a une durée de conservation inférieure à une semaine et est souvent consommé sous forme crue après le processus de fermentation. C'est un aliment populaire dans différentes régions d'Asie du Sud-Est, sous diverses préparations, assaisonnements et saveurs, principalement acidulées et épicées. Le nem chua est utilisé comme ingrédient dans divers plats et est également servi cru sous sa forme brute comme plat d'accompagnement.

## Préparation

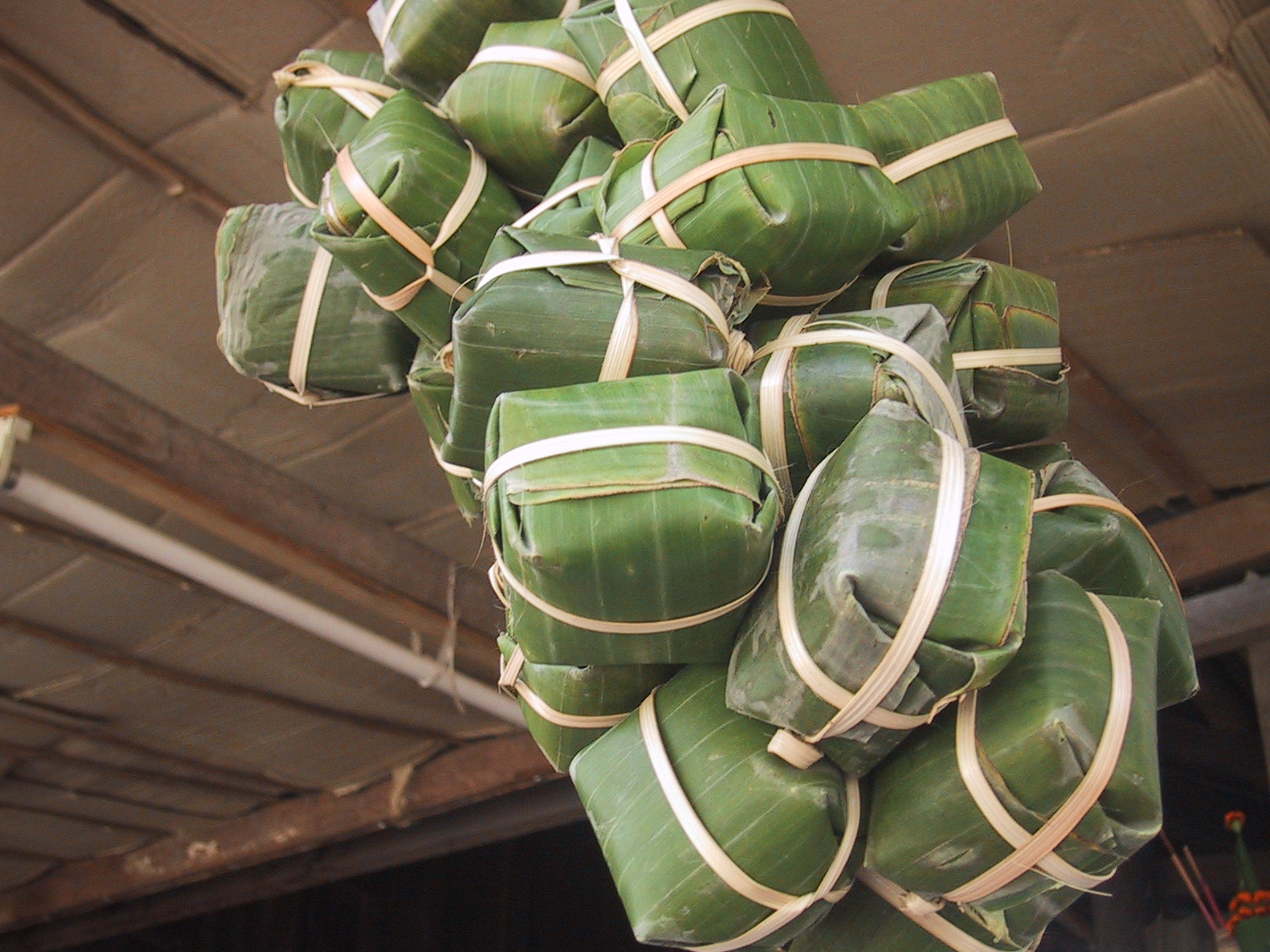
Nem chua emballé dans des feuilles.

Le nem chua est préparé à partir de maigre de porc, pilé et mélangé avec la couenne découpée en fines lanières après avoir été cuite. Selon les fabrications, il est possible d'y ajouter de l'ail, du piment et/ou une feuille de plante aromatique: feuille du girembellier (chùm ruột), feuille du goyavier-fraise (ổi sẻ), feuille du figuier en grappe (sung), feuille d'aralie de Chine (đinh lăng), la feuille du haricot corail (vông nem) ou feuille de la griffe de tigre ,. Le nem chua est emballé à l'abri de l’air, dans une feuille, du papier aluminium ou sous plastique. Il est ensuite conservé à température ambiante pour permettre le processus de fermentation,.
La fermentation avancée entraîne une acidification qui fait appeler cette variante nem chua (« nem acide »), une fermentation plus légère produisant le nem ngọt (« nem sucré »).

## Commercialisation en occident

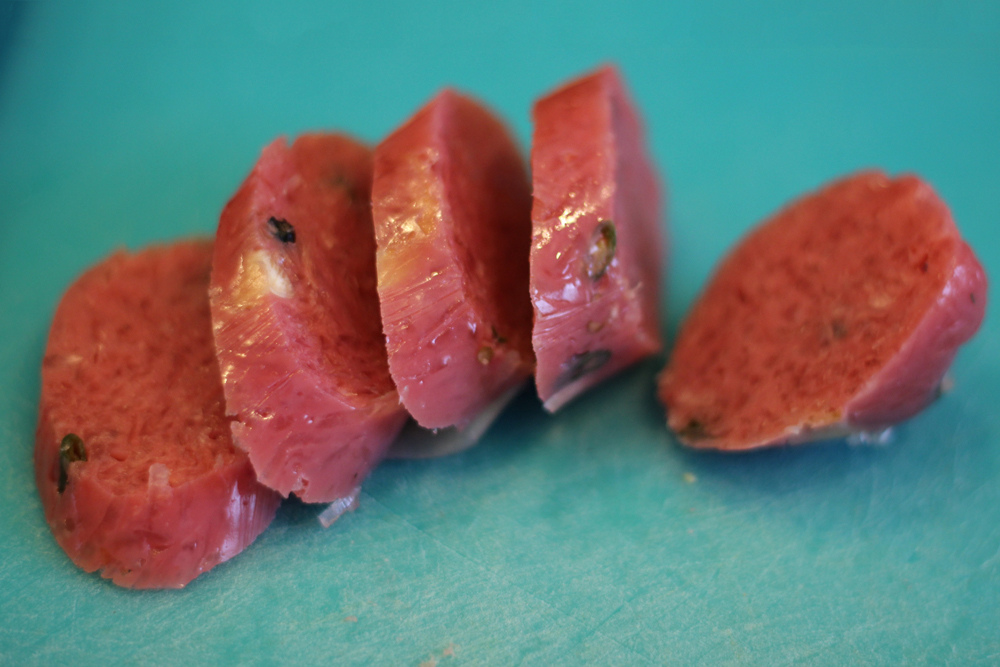
Saucisse de nem chua tranchée.

En France et en Belgique, le nem chua se trouve fréquemment dans le commerce car il correspond aux goûts alimentaires des gens du Sud, majoritaires parmi la diaspora vietnamienne. Les nem chua sont vendus dans les magasins asiatiques sous forme de petits paquets carrés, enveloppés de papier rose, par filets de 10 pièces, ou sous la forme d'une grosse saucisse de 200 g sous plastique. Il y a deux dates qui correspondent à la maturation de la viande (dates de début et de fin). Ils sont consommés entre les deux dates, souvent à l'apéritif, accompagnés de bière. Les notices d'emballage en Europe recommandent de consommer le produit cuit.

## Risque sanitaire

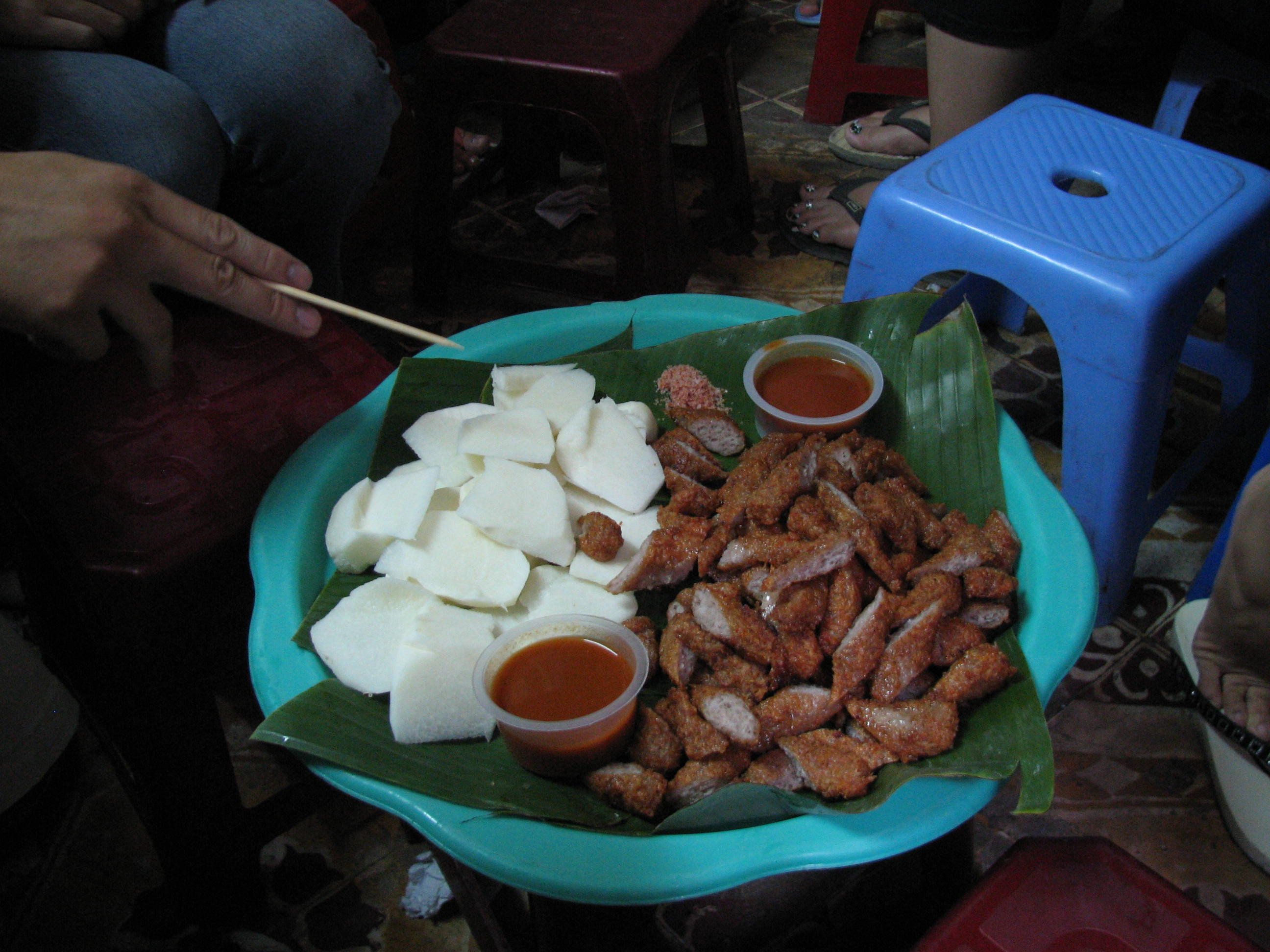
Nem chua grillé

Attention : Bien que cette recette soit très appréciée par ses amateurs, il serait probable qu'elle ne soit que modérément tolérée[pas clair] par les autorités sanitaires, d'abord à cause des risques de contamination par des bactéries pathogènes dans les fermentations mal contrôlées. Ensuite, dans le cas des bouchées, il arrive que l'acidité développée dans la viande attaque l'emballage en papier d'aluminium. Ce problème ne se pose pas avec les versions emballées sous plastique.
Les nem chua sont en général accompagnés d'une notice indiquant que les bouchées doivent être conservées au réfrigérateur et cuites au moins 20 minutes, alors que la conservation au froid ralentit la maturation et que les Asiatiques mangent souvent ce produit cru.